# Simone Grøtte
Simone Grøtte, född 1985 i Lakselv, är en norsk-samisk koreograf och dansare.
Grøtte tog kandidatexamen i danspedagogik vid Den Norske Balletthøgskole år 2007.  Efter det har hon koreograferat flera föreställningar, bland annat Reindans – Boazodánsa, Mannen som stoppa Hurtigruta, GLEMT, Å klore seg fast och Margebein.
Hon blev 2020 den första samiska koreografen någonsin som skapat en dansföreställning åt Den Norske Opera & Ballett. Föreställningen fick namnet Arkivet – Arkiivarádju. Hösten 2023 var Grøtte med och koreograferade Nasjonalballettens föreställning som spelades vid invigningen av en ny byggnad i Dronning Sonja Kunststall.